# Crucify My Love
Crucify My Love è un singolo del gruppo musicale giapponese X Japan, pubblicato nel 1996. Successivamente venne incluso nell'album Dahlia uscito pochi mesi più tardi.

## Tracce
1. Crucify My Love - 4:38 (Yoshiki - Yoshiki)
2. Week End '95 Tokyo Dome Live Version - 6:15 (Yoshiki - Yoshiki)

## Formazione
- Toshi - voce
- Heath - basso
- Pata - chitarra
- Hide - chitarra
- Yoshiki - batteria & pianoforte